# Арчи Гудвин
Арчибальд (Арчи) Гудвин (англ. Archie Goodwin) — сыщик, вымышленный персонаж серии детективных романов американского писателя Рекса Стаута. Правая рука, глаза и уши частного детектива Ниро Вульфа, главы нью-йоркского сыскного агентства, а также его водитель, телохранитель и секретарь. Все произведения о Ниро Вульфе изложены от его имени.
Живёт в доме Вульфа, равно как повар Фриц Бреннер и работник оранжереи Теодор Хорстманн. Так как Вульф принципиально не выходит из дома по делам, расследованием и сбором информации занимается Гудвин, а его шеф затем, исходя из полученных данных, распутывает дело и вычисляет преступника. Черты характера Арчи Гудвина — обаяние, ироничность, ловкость, отличная память. Кроме того, Гудвин прекрасно ладит с дамами, что неоднократно помогает ему в ходе работы.

## Факты биографии
Вашего отца зовут Джеймс Арнер Гудвин, и вы родились в Кантоне, штат Огайо, в девятьсот четырнадцатом году. Девичья фамилия вашей матери была Лесли. У вас два брата и две сестры.Миссис Пайн, «Слишком много женщин»
Рекс Стаут, создавая сериал, время от времени упоминает различные факты «биографии» Арчи Гудвина. В повести «Лига перепуганных мужчин» Вульф 23 октября подарил Арчи кожаный бумажник. Сам Гудвин признается: «Я и не подозревал, что он помнит о моем дне рождения». В повести «Слишком много женщин» (время действия — март 1947 года) на прямой вопрос: «Сколько Вам лет?» Гудвин отвечает «Тридцать три». Таким образом, он «родился» 23 октября 1913 года.
В повести «Лига перепуганных мужчин» (время действия — 1937 год) присутствует прямое указание, что в своем доме Вульф живёт уже 20 лет, а Гудвин — 7 лет. Следовательно, карьера Гудвина как детектива началась в 1930 году, когда ему исполнилось 17 лет.
В более поздних произведениях автор избегает упоминать возраст как Гудвина, так и Вульфа.
Гудвин родился в Кантоне, штат Огайо. Его отец Джеймс Арнер Гудвин. Девичье имя матери — Тит Лесли. У него два брата и две сестры, которых он сам упоминает крайне редко. В рассказе «Убийство полицейского» Гудвин упоминает Чиликотт в связи с местом своего рождения, однако неясно, что это: просто красивое место, запавшее ему в сердце, или городок, где он родился. В романе «Окончательное решение» упоминается тетушка Энн из Чиликотта, штат Огайо, которая умела печь удивительно вкусные пирожки.
В романе «Окончательное решение» Гудвин признается, что покинул отчий дом сразу после окончания школы, когда ему было 17 лет. Причиной такого решения стал тиранический характер матери. Отчасти это подтверждается в романе «Где Цезарь кровью истекал», когда Гудвин, будучи заключен под стражу, просит Лили Роуэн позвонить Вульфу от имени своей матери, разговаривать властно и безапелляционно и потребовать от Вульфа немедленно принять меры к освобождению «сына».
В произведении «Праздничный пикник» Гудвин сообщает о себе следующие факты: «Родился я в Огайо. Окончил школу. Наилучших успехов добился
в геометрии и регби, отучился с почётом, но без отличия. Выдержал две недели в колледже, решил, что зря трачу время, приехал в Нью-Йорк,
устроился охранником, вступил в перестрелку, ухлопал двоих, уволился, был представлен Ниро Вульфу, который поручил мне разовое задание. Справился с ним и принял приглашение мистера Вульфа поступить к нему на постоянную работу, в коей роли и пребываю до сих пор».
В 1960 году мать Гудвина ещё жива. Она приезжает к сыну в Нью-Йорк, дважды обедает у Вульфа, а Гудвин показывает ей город. Тиранический характер матери, видимо, смягчился, потому что Вульф отзывается о ней как о весьма милом человеке. Однако, несмотря на всё это, ещё в первом романе «Остриё копья» Гудвин, описывая свою комнату, говорит о висящей на стене фотографии его родителей, умерших, когда он был ещё совсем ребёнком. Видимо, впоследствии «безвременная кончина» родителей Гудвина оказалась для автора неудобной (хотя возможно, что Арчи воспитывался в приёмной семье).
Не женат, хотя постоянно встречается с Лили Роуэн (впервые упоминается в романе «Где Цезарь кровью истекал»). Неоднократно признаётся, что женитьба положит конец его карьере как частного сыщика. Кроме Лили, упоминается другая пассия Гудвина — Люси Вэлдон, вдова писателя Ричарда Вэлдона, девичья фамилия Армстед (впервые появляется в романе «Разыскивается мать»).  Впоследствии Люси упоминается редко.

## Внешность
Поскольку все романы и повести ведутся от первого лица, то Гудвин как рассказчик практически не описывает свою внешность. Тем не менее в рассказе «Оживший покойник» Гудвин упоминает свои физические данные: рост 6 футов, вес 180 фунтов (183 см, 81,5 кг).
В романе «Черные орхидеи» Гудвин говорит, что если он и похож на какого-нибудь киноактера, то скорее всего на Гэри Купера.
В романе «Красная шкатулка» (время действия 1937 год) Гудвин говорит о своем греческом носе и карих глазах. В рассказе «Вышел месяц из тумана» (время действия январь 1961) он, наоборот, говорит, что нос у него приплюснутый.
В романе «Смерть содержанки» Гудвин упоминает, что Орри красивее его — Гудвина же портит курносый нос.

## Привычки
- Несомненно, ирония и ехидство являются главной отличительной чертой Гудвина. Он зубоскалит и шутит в любой ситуации. Начиная с повседневной пикировки с Вульфом, когда сдержанный в проявлении эмоций Вульф называет его «несносным», заканчивая организацией некоего «Союза заключенных Кроуфилдского округа» после попадания в местную каталажку Кроуфилда. Если Вульф к зубоскальству Гудвина относится как к «неизбежному приложению к другим полезным качествам», то полицейским властям как города, так и близлежащих штатов это сильно не нравится.
- Гудвин терпеть не может, когда его называют Арчибальдом. Он требует, чтобы к нему обращались «Арчи», хотя и не отрицает, что при рождении получил имя Арчибальд.
- Одной из привычек Арчи Гудвина является употребление молока минимум по стакану в день. Причем зачастую Арчи пьёт молоко в весьма странных сочетаниях с продуктами, обычно людьми с молоком не употребляемыми. Например, с яблоками («Слишком много женщин»), с гранатовым соком («Не позднее полуночи»), с бананами («Убитая дважды»). Редкое исключение: Фриц сохранил для меня горячую тушеную баранину с луком, я давно с ней расправился, точно так же, как с двумя высокими бокалами первосортного виски, потому что после баранины молоко, на мой взгляд, приобретало вкус прогорклого оливкового масла («Лига перепуганных мужчин»).В этой привычке Стаут демонстрирует свою солидарность с ограничениями сухого закона в отношении крепкой выпивки. Ни любимый напиток Гудвина, ни единственный алкогольный напиток, который любит и пьёт Ниро Вульф, не подпадали под его ограничения, так как были либо слабоалкогольными по содержанию, либо вообще не являлись таковыми.
- Курит сигареты. От сигар обычно или отказывается, или употребляет за компанию, если настойчиво угощают. Но в романе «Звонок в дверь» упоминает, что не курит.
- Очень хороший танцор, постоянно появляется в клубе «Фламинго», куда водит потанцевать либо Лили Роуэн, либо девушку, с которой работает по очередному делу. Иногда ходит танцевать либо в бар «Чикаго», либо в гостиницу «Черчилль».
- Игрок в покер. Признается, что Сол Пензер и корреспондент несуществующей, но всеведущей газеты «Газетт» Лон Коэн основательно чистят его карманы.
- Любитель бейсбола. Похоже, Лили Роуэн разделяет эту его страсть, однако болеют они за разные команды. Кроме того, Гудвин признается, что иногда посещает хоккей и бокс.

## Роли исполняли
- Лайонел Стэндер в фильмах «Познакомьтесь с Ниро Вульфом» (1936, США) и «Лига перепуганных мужчин» (1937, США)
- Эллиот Льюис в радиопостановках 1940-х годов (США)
- Эверетт Слоан в радиопостановках 1950-х годов (США)
- Уолли Маэр в радиопостановках 1950-х годов (США)
- Гарри Бартелл в радиопостановках 1950-х годов (США)
- Херб Эллис в радиопостановках 1950-х годов (США)
- Ларри Добкин в радиопостановках 1950-х годов (США)
- Иохим Фусбергер в сериале 1961 года (Германия)
- Паоло Феррари в сериале 1969—1971 годов (Италия)
- Том Мейсон в телефильме «Ниро Вульф» (1979, США)
- Ли Хорсли в сериале «Ниро Вульф» (1981, США)
- Дон Фрэнсис в радиопостановках 1982 года (Канада)
- Тимоти Хаттон в сериале «Тайны Ниро Вульфа» (2001, США)
- Сергей Жигунов в пяти фильмах сериала «Ниро Вульф и Арчи Гудвин» (Россия), а также в четырех фильмах второго сезона данного сериала, вышедшего под названием «Новые приключения Ниро Вульфа и Арчи Гудвина» (Россия).